# Étang Rompu (forêt de Rambouillet)
Pour les articles homonymes, voir Étang Rompu.
L’étang Rompu est un petit plan d'eau situé en forêt de Rambouillet (Yvelines), sur le territoire de la commune de Saint-Léger-en-Yvelines, à environ 1 km de la sortie nord du bourg et à environ 4 km de la sortie sud de Montfort-l'Amaury, dans un lacet vallonné de la route départementale D138, à l'ouest de celle-ci et en léger contrebas, pratiquement invisible de la route. Un chemin forestier carrossable, appelé la « route aux Vaches », orienté vers le nord-ouest, permet d’y accéder en parcourant environ 200 m à partir de la D138.

## Géographie
Situé à 154 mètres d’altitude, l’étang couvre une surface de 0,8 hectare. Le « ruisseau des Ponts-Quentin » se jette dans l'étang Rompu — en provenance des étangs de Hollande situés à environ 1 km en amont à l'est — et en ressort pour affluer, une dizaine de kilomètres plus à l'ouest, dans la Vesgre, en ayant au préalable changé deux fois d’appellation : d'abord sous le nom de « ruisseau de l'Étang-Neuf » puis sous celui de « Grapelin ».
Le ruisseau des Ponts-Quentin passe sous la route départementale 138 avant de se jeter dans l’étang, ce qui justifie le vallonnement de la route et son lacet.
L’étang fait partie de la forêt domaniale de Rambouillet, domaine privé de l’État. À ce titre sa gestion est assurée par l'Office national des forêts (ONF).

## Environnement
L’étang Rompu est au centre d’une zone naturelle d'intérêt écologique, faunistique et floristique (ZNIEFF, en abrégé) de type 1 qui couvre une surface de 180 hectares. L’étang fait partie de la zone Natura 2000 « massif de Rambouillet et zones humides proches » au titre de la « directive oiseaux ». L'étang abrite notamment une station de fluteaux nageants (Luronium natans), espèce protégée en France.
L’activité de pêche à l’étang Rompu dépend de la Fédération départementale des Yvelines pour la pêche et la protection du milieu aquatique.

## Affaire Robert Boulin
Le 30 octobre 1979, le corps sans vie du ministre Robert Boulin est découvert dans l'étang Rompu. Sa voiture personnelle, une Peugeot 305 bleue métallisée, est également retrouvée garée au bord de l'étang, à quelques mètres du chemin d’accès.